# Joaquim Hudson de Souza Ribeiro
Joaquim Hudson de Souza Ribeiro (* 31. August 1973 in Parintins, Bundesstaat Amazonas) ist ein brasilianischer römisch-katholischer Geistlicher und ernannter Weihbischof in Manaus.

## Leben
Joaquim Hudson de Souza Ribeiro studierte Philosophie und Katholische Theologie am erzbischöflichen Priesterseminar São José in Manaus. Zudem absolvierte er am Centro Universitário do Norte (UNINORTE) in Manaus ein Studium der Psychologie. Er wurde am 14. März 1999 zum Diakon geweiht und empfing am 12. Oktober desselben Jahres das Sakrament der Priesterweihe für das Erzbistum Manaus.
Ribeiro war nach der Priesterweihe zunächst als Pfarrer der Pfarreien Nossa Senhora Mãe dos Pobres (1999–2001) und Nossa Senhora das Graças (1999–2006) in Manaus tätig. Zusätzlich gehörte er von 2000 bis 2004 der Priesterkommission der Region Norte 1 an und von 2001 bis 2005 der Kommission für die priesterliche Pastoral. Nach weiterführenden Studien erwarb er an der Katholischen Universität vom Heiligen Herzen in Mailand ein Lizenziat im Fach internationale Zusammenarbeit und wurde an der Universidade de São Paulo im Fach Humangeographie promoviert. Anschließend fungierte Ribeiro als Verantwortlicher für die Familienpastoral und die Caritas im Erzbistum Manaus. Zudem koordinierte er die Zusammenarbeit der Pastoralregionen und den diözesanen Familiendienst. Darüber hinaus gehörte er dem Priesterrat des Erzbistums Manaus an. Ab 2017 war Ribeiro Pfarrer der Kathedrale Nossa Senhora da Conceição in Manaus und ab 2022 auch Direktor der Faculdade Católica do Amazonas. Außerdem fungierte er als Koordinator der Forschungsabteilung des Instituto de Teologia Pastoral e Ensino Superior da Amazônia (ITEPES) und lehrte Psychologie an der Faculdade Salesiana Dom Bosco in Manaus, an der Universidade Federal do Amazonas (UFAM) und an der Universidade do Estado do Amazonas (UEA).
Am 8. November 2023 ernannte ihn Papst Franziskus zum Titularbischof von Macri und zum Weihbischof in Manaus.